# Chandelier de Hezilo
Le lustre de Hezilo ou chandelier de Hezilo (en allemand : Heziloleuchter) est un lustre à roue roman du XIe siècle. Il fait partie des trésors de la cathédrale Sainte-Marie de Hildesheim à Hildesheim, en Allemagne, cathédrale inscrite au patrimoine culturel mondial de l'UNESCO depuis 1985.

## Génèse
Le lustre a très probablement été commandé par l'évêque Hezilo de Hildesheim, qui a fait reconstruire la cathédrale après un incendie. Hezilo a probablement aussi influencé le programme des décorations et inscriptions. Le lustre Hezilo est le plus grand des quatre lustres à roue encore existants provenant de cette époque ; les autres sont le chandelier d'Azelin (également à Hildesheim), le chandelier de Barberousse de la cathédrale d'Aix-la-Chapelle et le lustre de Hartwig de l'abbaye de Comburg.
Durant la restauration de la cathédrale entre 2010 et 2014, le lustre a été installé dans l'église Saint-Gothard de Hildesheim qui est depuis 1963 une basilique et alors siège provisoire de l'évêché. Après la restauration de la cathédrale, rouverte le 15 août 2014, le lustre a été remis à son emplacement d'origine dans la nef de la cathédrale.

## Description

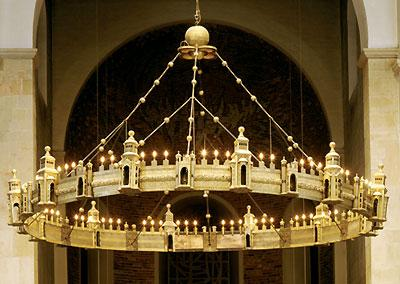
Le lustre dans la cathédrale, vers 2003.

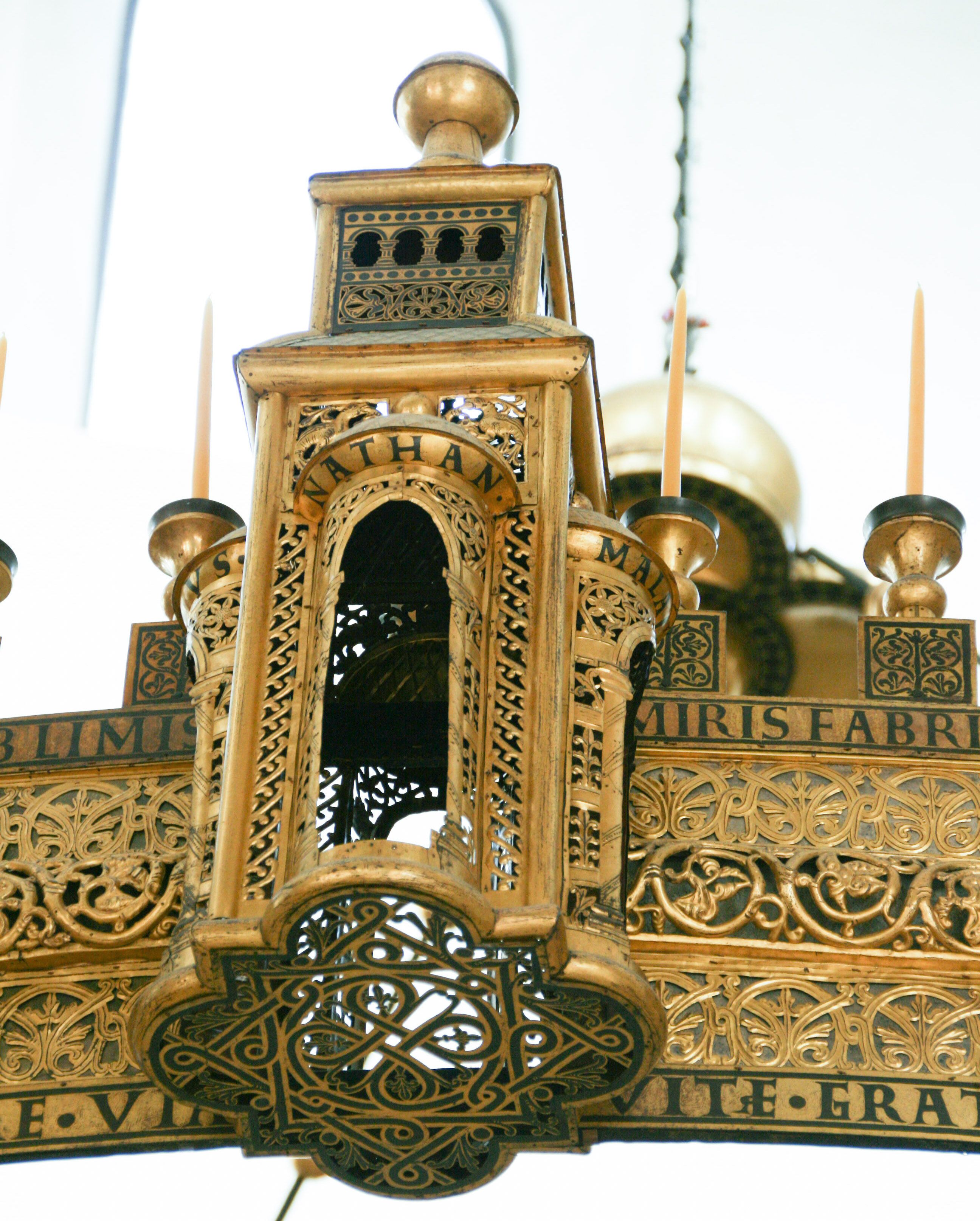
Une des douze tours ; elle porte le nom de « Nathan ».

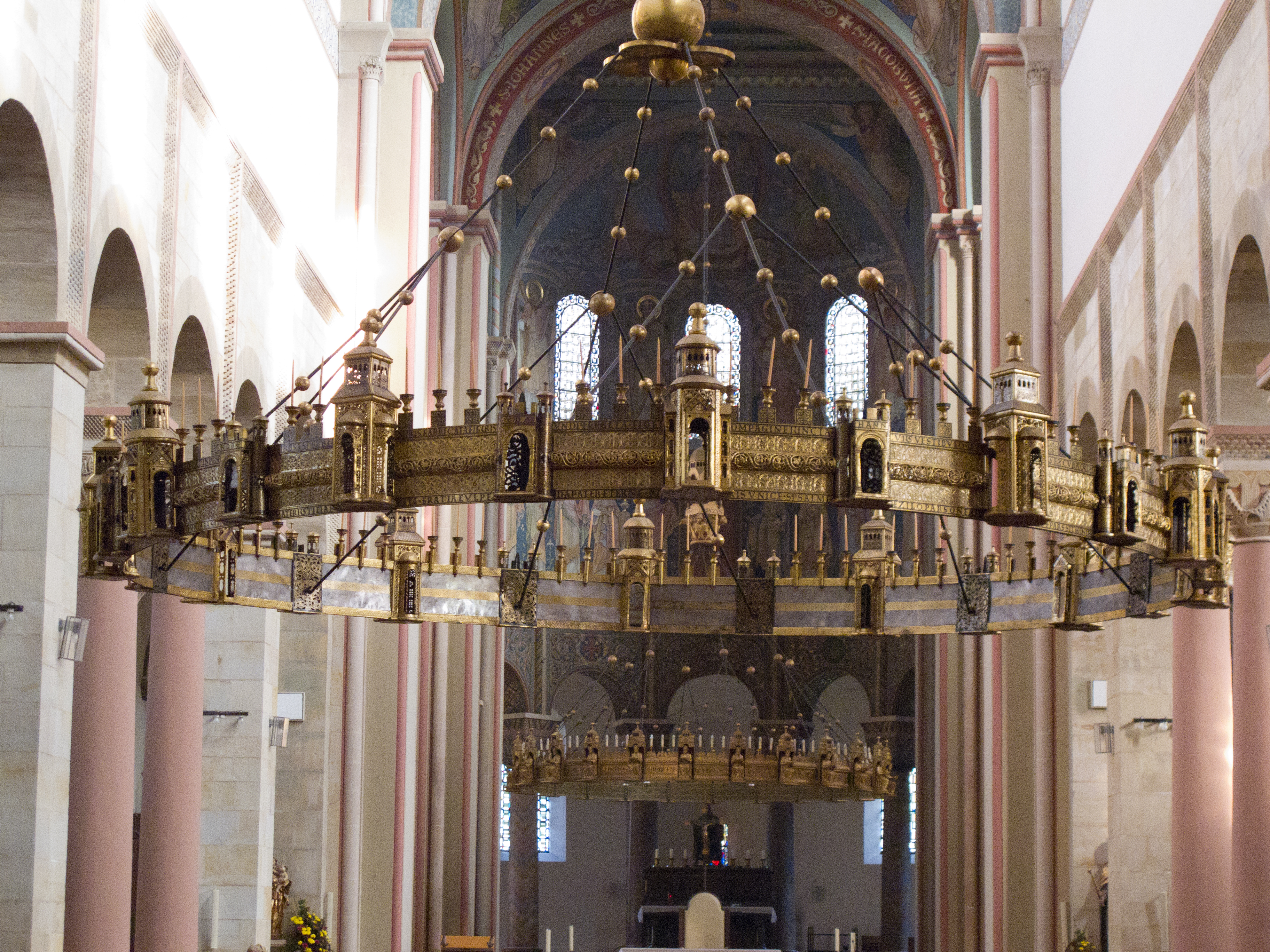
Le lustre dans l'église Saint-Gothard de Hildesheim, en 2011

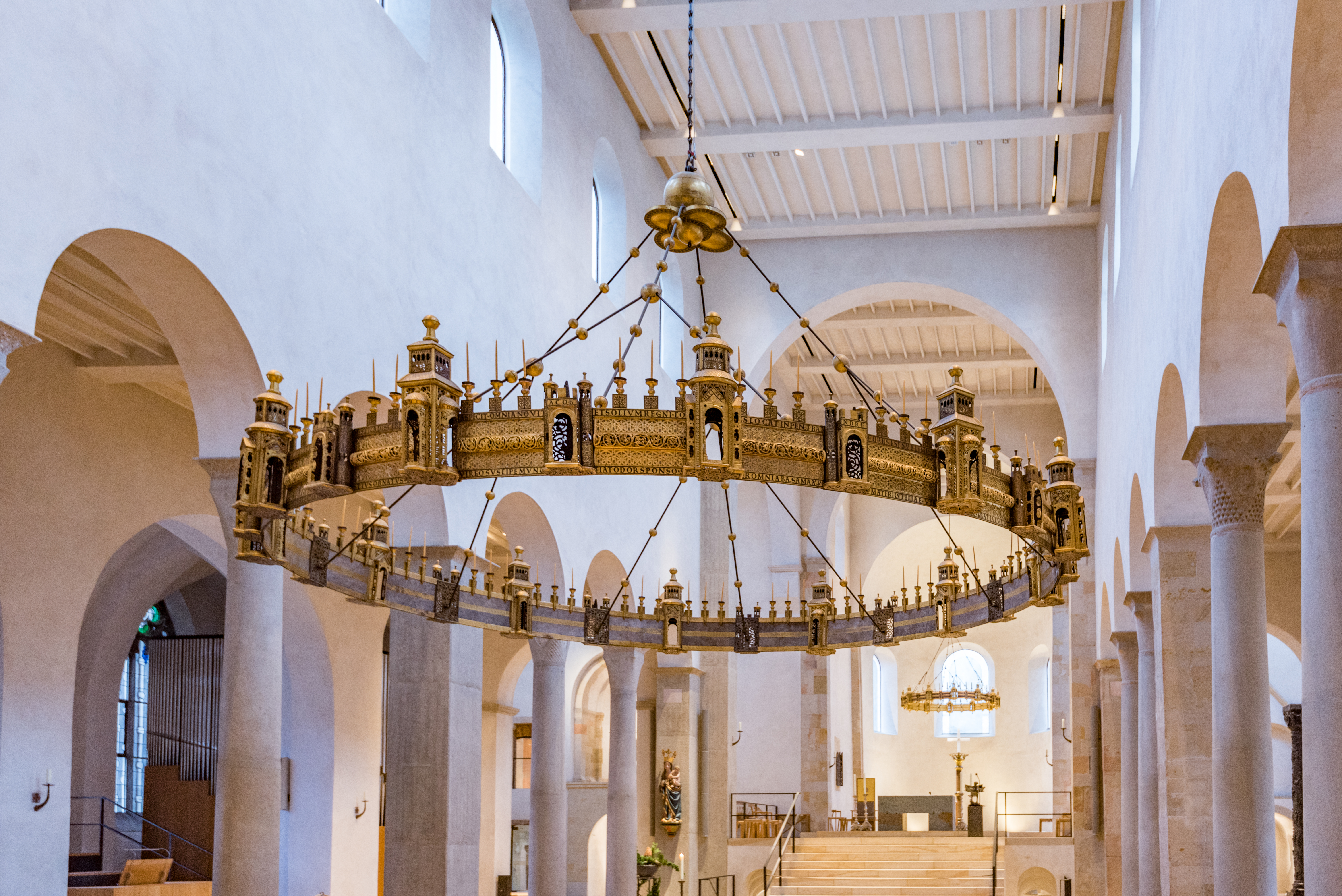
Le lustre à l'emplacement actuel

Le lustre Hezilo est composé d'un cerceau circulaire de 6 mètres de diamètre. Le cerceau est en cuivre doré et porte des inscriptions latines sur les bords supérieur et inférieur. Entre ces inscriptions se trouvent trois bandes horizontales, la bande médiane étant bombée vers l'extérieur ; les bandes  sont richement décorées de feuillages ajourés. Il y a des merlons carrés au-dessus du cerceau pouvant porter soixante-douze bougies.
Douze tours et douze guérites alternent le long de l'extérieur du cerceau. La disposition des tours est dans la forme d'une croix grecque avec quatre absides (alternativement soit arrondies avec des toits en dôme, soit  carrées avec des toits en pente) et une porte. Les parties supérieures des tours ont une forme plus étroite, s'étendant au-dessus des bougies sur le cerceau et surmontées de d'une boule. De petites statues ou lampes se trouvaient probablement à l'origine à l'intérieur de ces tours.
Les guérites sont plates, pas plus hautes que le cerceau et sont fermées à l'arrière - où sont ancrées les cordes qui soutiennent le lustre. Chaque porte est flanquée de deux petites tourelles rondes richement décorées et est couronnée de créneaux. Les guérites portent  le nom d'un apôtre, les tourelles le nom d'un prophète. Il est probable qu'il y avait autrefois des images des apôtres dans les portes.
Au centre, une grande lampe est suspendue à une corde. Le lustre, aussi appelé corona (couronne) ou lustre circulaire, était accroché dans la nef jusqu'en 1944, date à laquelle il fut enlevé pour la protéger des bombardements. Il était suspendu au-dessus de l'autel dans le centre de la nef depuis la réouverture de la cathédrale en 1960 jusqu'au début des travaux de restauration de la cathédrale en 2010.

## Histoire
L'évêque Bernward de Hildesheim offrit le premier lustre à grande roue à la cathédrale de Hildesheim, construite par l'évêque Altfrid, et plus tard en offrit également un à l'église Saint-Michel de Hildesheim adjacente. Après l'incendie de la cathédrale d'Altfrid en 1046, l'évêque Hezilo la fit reconstruire avec des modifications, en abandonnant le projet de son prédécesseur Azelin de construire une cathédrale nouvelle, et fit accrocher un « lustre à couronne d'or scintillant », lustre qui est maintenant connu par son nom comme le « lustre Hezilo ». On ne sait pas quelle influence le lustre antérieur de Bernward a eu sur la conception de ce remplacement.

## Symbolisme
Le modèle de lustre, symbole de la Nouvelle Jérusalem, est le grand lustre à roue de l'église du Saint-Sépulcre au-dessus du Golgotha ; le lustre Azelin a été conçu pour avoir le même symbolisme. Des éléments d'art islamique dans l'ornementation du lustre soutiennent l'identification avec Jérusalem.
Le lustre Hezilo était au centre liturgique de la cathédrale jusqu'au XIXe siècle, avec des services religlieux célébrés sous sa couronne de lumière. Son emplacement marquait le début et la fin des grandes processions du chapitre cathédral les dimanches et jours fériés. Le lustre servait de symbole de droiture. Des violations de la souveraineté du diocèse ont été solennellement résolues sous lui.

## Restauration
Des travaux de restauration ont été menés au XVIe sièclee siècle et à nouveau au début des XIXe siècle et XXe siècle. Comme dit plus haut, le lustre Hezilo a été démonté pendant la Seconde Guerre mondiale et retiré de la cathédrale — qui a été pratiquement détruite par les bombardements alliés en mars 1945. Après la reconstruction de la cathédrale dans les années 1950, le lustre a été replacé dans le centre de la nef. Il a bénéficié d'importants travaux de conservation de 2002 à 2007. En 2010, lorsque les travaux de restauration de la cathédrale ont commencé, il a été déplacé à l'église Saint-Gothard de Hildesheim, église romane à Hildesheim et siège provisoire de l'évêque.
Plusieurs pièces ont été radiographiées et analysées dans les laboratoires par le centre de recherche et de restauration des musées de France (C2RMF) à l'occasion de l'exposition de cette couronne de lumières à Paris, en 2000-2001, dans le cadre de l'exposition " Visions du futur " aux Galeries Nationales du Grand Palais. Cinq pièces du lustre (deux tours, une porte et deux fragments de muraille) ont été confiées au laboratoire par le musée de la cathédrale d'Hildesheim pour une étude avant restauration. On a pu constater que le montage moderne (1901) est effectué avec des agrafes facilement démontables, alors que le montage initial était sans doute assuré par des rivets, ou quelquefois par soudure de languettes (sommets des tours). Les pièces remplacées sont facilement reconnaissables par l'épaisseur très uniforme du métal. Les parties endommagées sont doublées par du métal riveté ou soudé. les matériaux de base authentique et de restauration sont facilement identifiables ;
la dorure initiale à l'amalgame de mercure est de grande qualité, son substitut électrolytique sur les parties restaurées a volontairement été choisi de composition, donc de couleur, identique..

## Inscription
L'inscription est réalisée par brunissage.
Lors des premières restaurations, l'inscription en vers a été considérablement modifiée. Le nom du donateur, « Hezilo », notamment a été écrit dans un style postérieur. La version la plus ancienne se trouve dans un manuscrit d'environ 1500 :
| Latin | Français |
| --- | --- |
| URBS EST SUBLIMIS MIRIS FABRICATA FIGURIS VNDIQVE PERFECTA FIDEI COMPAGINE IVNCTA GERMINE VIRTVTVM QVAE MIRE SVRGIT IN ALTVM AVCTORES OPERIS TOGA VESTIT CANDIDA PACIS IN VIRTVTE SVA SOLIS SOL LVCET IN ILLA ET SOLIVM REGNI CORDIS LOCAT IN PENETRALI CVIVS VESTIBVLO VETVS ET NOVVS EXCVBAT ORDO MISTICA DISCERNIT TENET ASPICIT OMNIA NOVIT FLORIBVS HIC VIVIS ANIMARUM CVRIA LVCIS ANTE DEI FACIEM DIVINUM SPIRAT ODOREM HOS PATER ET VERBVM CIVES ET SPIRITVS HORVM VNVS ET IPSE REGIT QVI QVOD SVNT IPSE CREAVIT                              | C'est la ville haute, faite de figures merveilleuses, partout reliée dans la structure parfaite de la foi, unis par le bourgeon des vertus qu'il fait fleurir miraculeusement. Les auteurs de l'œuvre revêtent la robe blanche de la paix. Dans sa propre vertu, le soleil du soleil brille en elle et installe le trône de la royauté au fond de son cœur. Là aussi se trouve le siège du cœur royal, dans le lieu le plus intime, où ses soldats, anciens et nouveaux, montent la garde à la porte. Il connaît, tient, voit les mystères. Il renouvelle toutes choses. De fleurs vivantes des âmes une cour de lumière respire ici devant la face de Dieu, un parfum divin. Le Père, le Verbe et l'Esprit gouvernent ce peuple, trois en un, celui qui a créé tout ce qui est.                       |
| MATER IVSTITIAE VIA VITAE GRATIA CVLPE ISTIVS ORNATVS PIA VIRGO SUSCIPE MVNVS ETQUE DO (et quod?) PARS ONERIS PER TE QVOQVE PARS SIT HONORIS DA PATER ETERNE PATRIS VNICE SPIRITVS ALME VT PRVDENS FORTIS IVSTVS MODERAMINE MITIS HIC SERAT ATQVE METAT QVOD LUCIS IN HORREA CEDAT ET SPES ATQVE FIDES ET AMORIS VT ACTIO PERPES HVNC REGAT AD SPECIEM DAT PACIS VISIO PACEM CONSVMENS IGNIS CONSVMAT ET OMNIA CARNIS NE CAREAT PATRIA VIA LABILIS VRGEAT ISTA SED MVNDVS CORDE SANCTVS ET IVSTVS IN ORE SIT ODOR SPONSO SVPER OMNIA BALSAMA CHRISTO | Mère de justice, chemin de vie, grâce pour la faute, Vierge de bonté, accueille le don de cette parure, et que ce qui fait partie du fardeau fasse aussi partie de l'honneur, grâce à toi. Donne Père éternel, Fils unique du Père, Esprit vivifiant, pour que le sage, le fort, le juste, et le doux dans la direction sème et récolte ici ce qui entre dans le berceau de la lumière. Et que l'espérance, la foi et l'action de l'amour puisse le conduire à l'exhibition. La vue de la paix donne la paix. Que le feu dévorant consume aussi tout ce qui est charnel, qu'il ne renonce pas à sa patrie et que ce chemin chancelant ne le mette pas dans l'angoisse, mais qu'il soit pur dans son cœur, saint et juste dans ses paroles, qu'il soit pour le Christ époux un parfum au-delà du baume. |